# Carole Merle
Carole Hélène Merle-Pellet, francoska alpska smučarka, * 24. januar 1964, Barcelonnette, Francija.
V štirih nastopih na olimpijskih igrah je leta 1992 osvojila srebrno medaljo v superveleslalomu. Na svetovnih prvenstvih je v štirih nastopih osvojila naslov svetovne prvakinje v veleslalomu leta 1993 ter srebrni medalji v veleslalomu leta 1989 in superveleslalomu leta 1991. V svetovnem pokalu je tekmovala trinajst sezon med letoma 1981 in 1994. Osvojila je dvaindvajset zmag, dvanajst v superveleslalomu in deset v slalomu. V skupnem seštevku svetovnega pokala je leta 1992 osvojila drugo mesto, leta 1993 pa tretje. Štirikrat je osvojila mali kristalni globus v superveleslalomu in dvakrat v veleslalomu.